# Clubiona inaensis
Clubiona inaensis är en spindelart som beskrevs av Hayashi 1989. Clubiona inaensis ingår i släktet Clubiona och familjen säckspindlar. Inga underarter finns listade i Catalogue of Life.